# مارسمه
مارسمه (به اسپانیایی: El Maresme) یک منطقهٔ مسکونی در اسپانیا است که در ناحیه شهری بارسلونا واقع شده‌است. مارسمه ۳۹۸٫۶ کیلومتر مربع مساحت و ۴۳۷٬۹۱۹ نفر جمعیت دارد.